# انتقال المخاطر البيئية
انتقال المخاطر البيئية هي العملية التي يتم من خلالها تطوير المجتمعات التقليدية التي ترتبط بقضايا الصحة البيئية المرتبطة بها بشكل اقتصادي أكثر وتجربة مشكلات صحية جديدة.  في المناطق التقليدية أو غير المتطورة اقتصاديًا، غالبًا ما يعاني البشر ويموتون من الأمراض المعدية أو من سوء التغذية بسبب سوء الطعام والماء ونوعية الهواء. و مع حدوث التنمية الاقتصادية، تقل هذه المشكلات البيئية أو تحل، ويبدأ البعض الآخر في الظهور.  هناك تحول في طبيعة هذه التغيرات البيئية، ونتيجة لذلك، تحول في أسباب الوفاة والمرض.

## إطار انتقال المخاطر

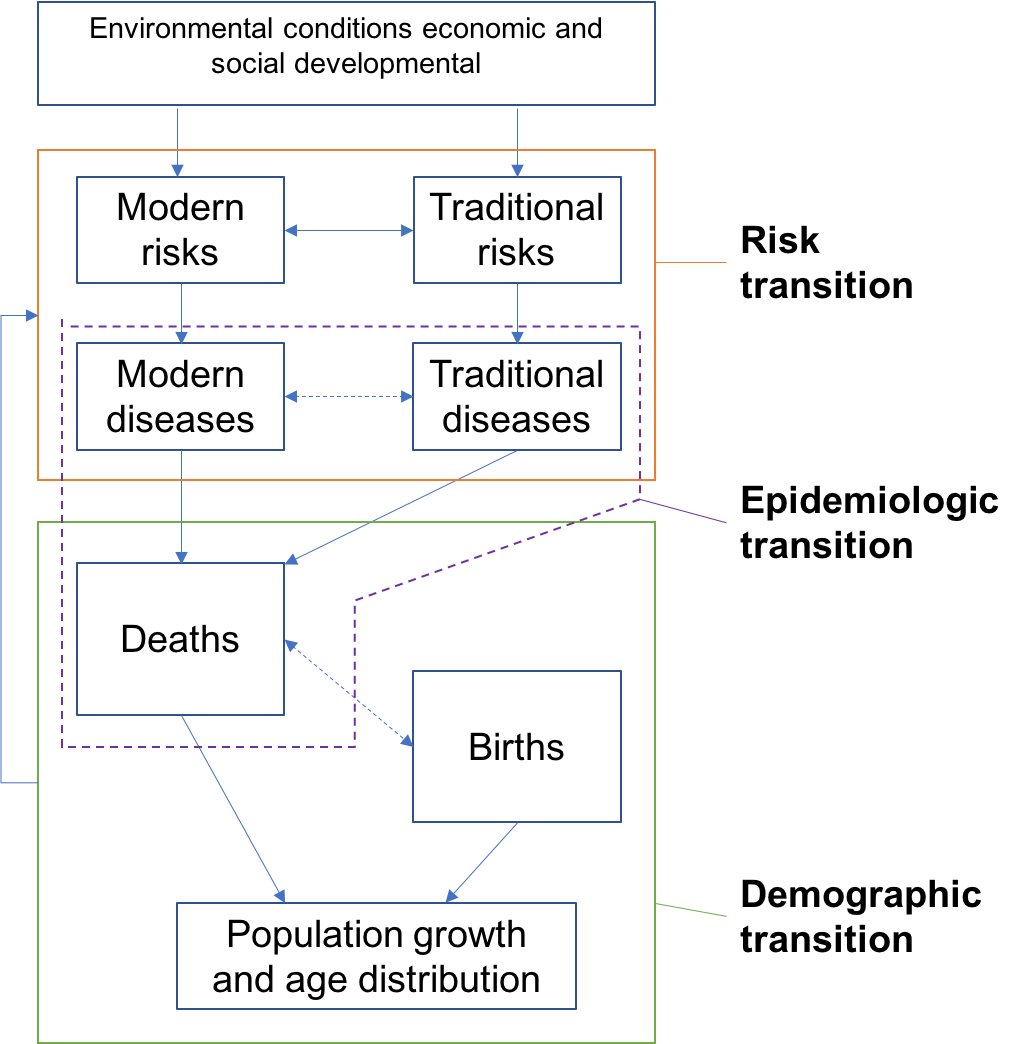
الشكل 1. العلاقة بين التحولات الديموغرافية والوبائية والبيئية

انشئ الكثير من الأطر الانتقالية لفهم آثار التنمية الاجتماعية والاقتصادية بشكل أفضل. إطار تحول ديموغرافي هو الاقدم والأكثر شهرة، الذي تم تأسيسه في أربعينيات القرن العشرين. يصف هذا الإطار ان اسباب التحول من الخصوبة المرتفعة والوفيات المرتفعة في المجتمعات المتخلفة إلى معدلات الخصوبة والوفيات المنخفضة هو نتيجة للتنمية.وفي عام 1970، تم استخدام إطار التحول الوبائي لوصف التغيرات في صحة المجتمعات أثناء التنمية. ثم تم إنشاء فئات أكثر تخصصا لتصنيف أسباب الوفاة والمرض والاصابات بشكل أفضل عند دراسة التحولات الوبائية:
1. الأسباب التقليدية والمعدية والتغذوية والفترة المحيطة بالولادة والأمهات
2. التطور، السرطان، القلب، الطب النفسي العصبي، امراض الرئة المزمنة، السكري، والأسباب الخلقية
3. إصابات غير انتقالية، غير مقصودة وغير متعمدة

و في عام 1990، اقترح كيرك سميث، باحث الصحة البيئية من جامعة كاليفورنيا (بركلي) ، إطار «انتقال المخاطر» ويتعلق بأطر التحول الديمغرافية والوبائية. واستند مفهوم النظرية إلى وجوب ان يكون هناك تحول في عوامل الخطر التي تؤدي إلى تحول في أسباب الوفاة والمرض. امافي الجهود المبذولة للوقاية من الأمراض عوضا عن الاستجابة لها، تمت دراسة انتقال المخاطر وتحديدها كميا. يوضح الشكل 1 العلاقة بين المخاطر والوبائيات والتحول الديموغرافي، حيث تتغير عوامل الخطر لتؤثر على أنماط المرض والصحة، وبالتالي تؤثر على التركيبة السكانية. بينما يؤثرالتحول في عدد السكان على عوامل الخطر، وبالتالي فإن هذه الأطر الثلاثة جميعها تظهر تأثير كبير على بعضها البعض.

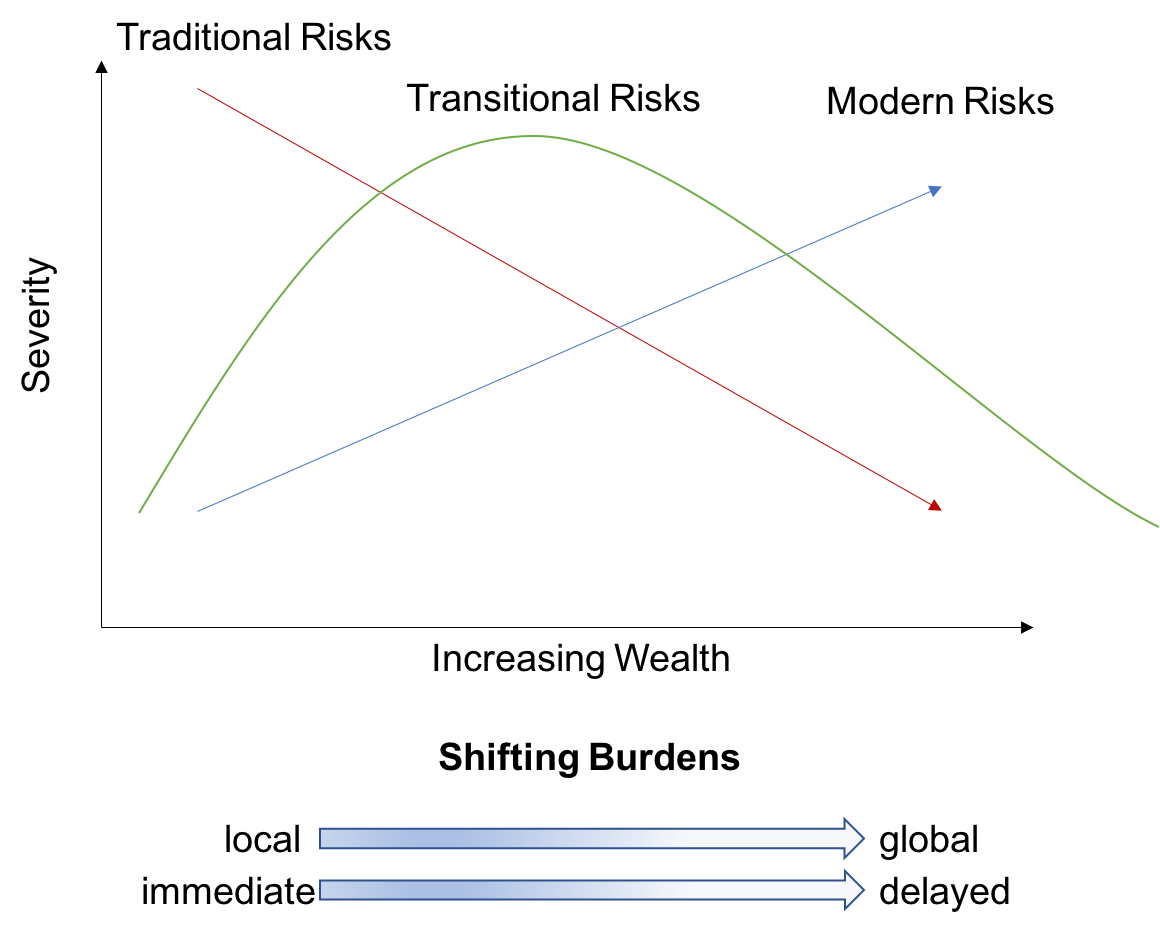
الشكل 2. يوضح هذا الإطار العام للمخاطر البيئية الانتقالية ، مع انخفاض المخاطر التقليدية مثل الصرف الصحي المنزلي ، والمخاطر العالمية الحديثة مثل الاحترار العالمي ، ومخاطر المجتمع الانتقالي ، مثل ارتفاع التلوث الحضري ، ثم تنخفض عندما تصبح المجتمعات أكثر ثراء وتطورا.

ويصنف إطار «انتقال المخاطر البيئية» على ان المخاطر تقليدية وحديثة مكانيا، وهو الاصارالذي قام سميث بتطويره. واعتمادا إلى الإطار، وخلال المراحل الأولى من التطور، يتم حل قضايا الصحة البيئية المركزة في الأسرة، مثل سوء الصرف الصحي، عن طريق تحويلها إلى المجتمع، مما يسبب مشاكل مثل تلوث. يمكن وصف هذا بأنه مخاطر تقليدية وحديثة، على التوالي. وبعد مزيد من التطوير، يتم تقليل هذه المخاطر في المجتمع وتحولها إلى البيئة العالمية، مما يخلق القلق بشأن التغييرات مثل ارتفاع انبعاثات غازات دفيئة، وما إلى ذلك. المخاطر الحديثة، على عكس المخاطر التقليدية، تميل إلى أن تتراكم بمرور الوقت حيث الآثار السلبية ليس لها أسباب محددة. إجراء هذه التصنيفات منذ أن تبين أن غالبية المخاطر البيئية المرتبطة بأمراض الفئة الأولى قدمت نفسها في الأسرة، ومع حلها مع التطور، أصبح تأثير الأسباب البيئية لأمراض الفئة الثانية أكثر أهمية وبرز على مستوى المجتمع. يتم توضيح هذا المفهوم في الشكل 2.
```
.
```